# Human Protein Atlas
L' Atlas des protéines humaines (en anglais Human Protein Atlas) est un programme suédois lancé en 2003 dans le but de recenser toutes les protéines humaines dans les cellules, les tissus et les organes en utilisant l'intégration de diverses technologies omiques, y compris l'imagerie à base d'anticorps, la protéomique définie par la spectrométrie de masse, la transcriptomique et biologie des systèmes. Toutes les données de la ressource de connaissances sont en accès libre pour permettre aux scientifiques du monde universitaire et de l'industrie d'accéder librement aux données pour l'exploration du protéome humain. 
En septembre 2019, la version 19 a été lancée en introduisant trois nouvelles pièces en plus de l'existant; l'Atlas des tissus montrant la distribution des protéines dans tous les principaux tissus et organes du corps humain, l'Atlas des Cellules montrant la localisation subcellulaire des protéines dans les cellules individuelles, et l'Atlas de Pathologie montrant l'impact de niveaux de protéines pour la survie des patients atteints de cancer. Le programme Human Protein Atlas a déjà contribué à plusieurs milliers de publications dans le domaine de la biologie humaine et de la médecine et a été sélectionné par l'organisation ELIXIR comme ressource centrale européenne en raison de son importance fondamentale pour une communauté plus large des sciences de la vie. Le consortium Human Protein Atlas (HPA) est financé par la Fondation Knut et Alice Wallenberg. 